# Rondo pour violon et orchestre K. 373

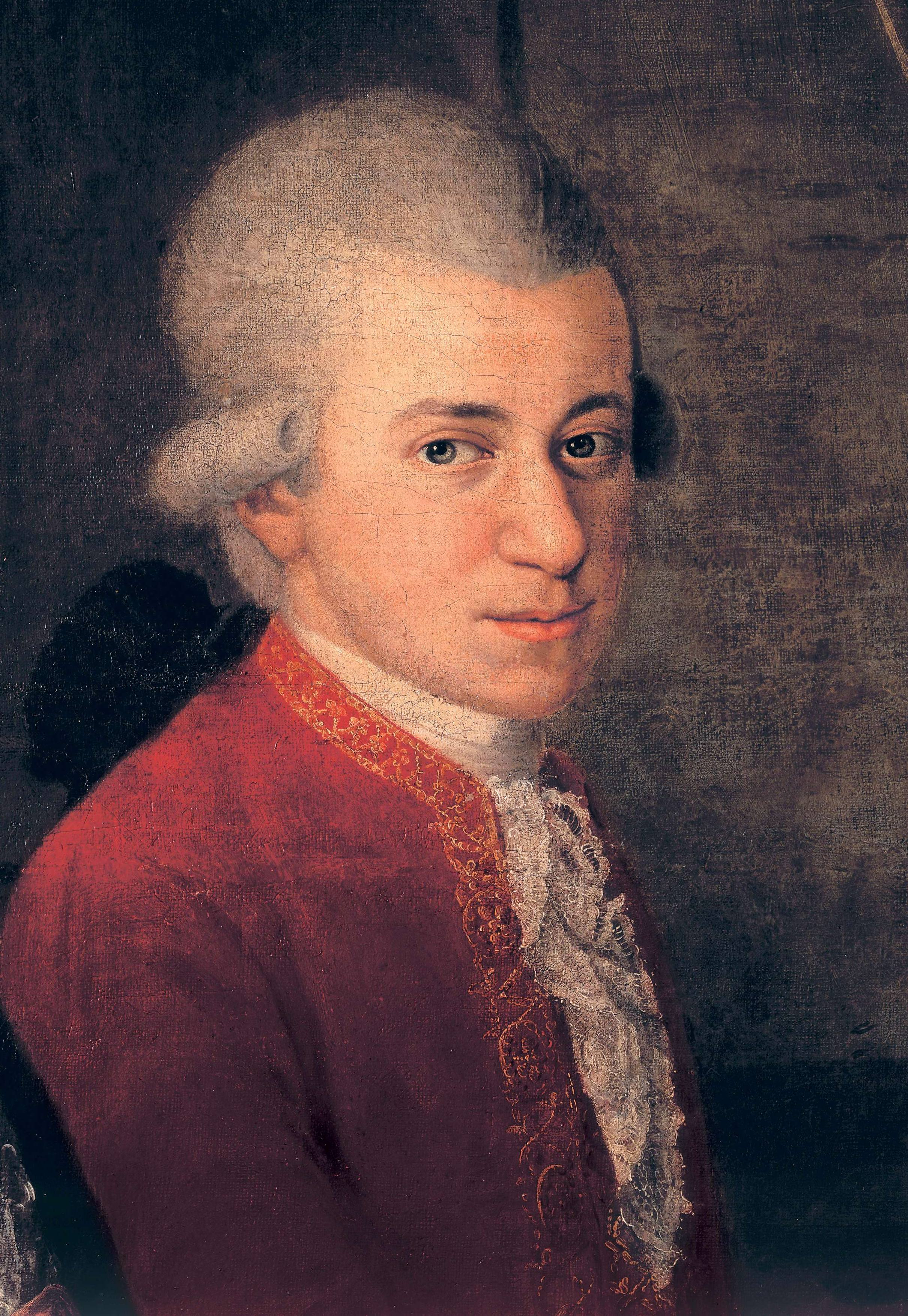
Wolfgang Amadeus Mozart

Le Rondo en do majeur pour violon et orchestre, KV. 373, a été composé par Wolfgang Amadeus Mozart en avril 1781. Ce rondo a probablement été écrit pour le violoniste italien Antonio Brunetti, qui est également connu pour avoir commandé l'Adagio en mi majeur et le Rondo en si bémol majeur. Le Rondo en do majeur, cependant, a été écrit quelques années après les cinq concertos pour violon.

## Orchestration
| Instrumentation du Rondo en do majeur                                |
| Cordes                                                               |
| violon solo                                                          |
| premiers violons, seconds violons, altos, violoncelles, contrebasses |
| Bois                                                                 |
| 2 hautbois                                                           |
| Cuivres                                                              |
| 2 cors en do                                                         |

## Analyse
Le rondo est marqué Allegretto grazioso, et son exécution dure environ 6 minutes.

## Sources
- (en) Cet article est partiellement ou en totalité issu de l’article de Wikipédia en anglais intitulé « Rondo in C for Violin and Orchestra (Mozart) » (voir la liste des auteurs).